# The Forsaken
För filmen med samma namn, se The Forsaken (film)
The Forsaken är det norska kristna black metal-bandet Antestors tredje studioalbum, utgivet 2005 av det svenska skivbolaget Endtime Productions. Låten "Rites of Death" fanns även med på EPn Det Tapte Liv 2004.

## Låtlista
1. "Rites of Death" – 4:14
2. "Old Times Cruelty" – 3:56
3. "Via Dolorosa" – 5:09
4. "Raade" – 3:28
5. "The Crown I Carry" – 4:52
6. "Betrayed" – 4:21
7. "Vale of Tears" – 5:52
8. "The Return" – 4:47
9. "As I Die" – 4:51
10. "Mitt Hjerte" – 3:18

Alla låtar skrivna av Antestor.

## Medverkande
Musiker (Antestor-medlemmar)
- Vemod (Lars Stokstad) – gitarr
- Gard (Vegard Undal) – basgitarr
- Vrede (Ronny Hansen) – sång
- Sygmon (Morten Sigmund Magerøy) – keyboard

Bidragande musiker
- Hellhammer (Jan Axel Blomberg) – trummor
- Ann-Mari Edvardsen – sång
- Bjørn Leren – gitarr

Produktion
- Samuel Durling – producent
- Antestor – producent
- Børge Finstad – ljudtekniker, ljudmix
- Morten Lund – mastring
- Necrolord (Kristian Wåhlin) – omslagskonst

### Fotnoter
1. ↑  The Forsaken på discogs.com
2. ↑  Det Tapte Liv på discogs.com